# WASP-3
WASP-3  — помаранчевий карлик з видимою зоряною величиною 10m, що розташований приблизно на відстані 727 світлових роки від Землі у напрямку сузір'я Ліри.

## Планетарна система
Дана зоря має лише одну відому екзопланету WASP-3b, яку було відкрито в процесі виконання проекту СуперWASP у 2007 році застосовуючи метод транзиту.
| Планета (по порядку віддалення від зорі) | Маса               | Радіус             | Велика піввісь (а.о.) | Орбітальний період (діб) | Нахил орбіти (°) | Ексцентриситет орбіти | Кіл-ть супутників |
| ---------------------------------------- | ------------------ | ------------------ | --------------------- | ------------------------ | ---------------- | --------------------- | ----------------- |
| WASP-3b                                  | 1.76+0.06 −0.14 MJ | 1.31+0.05 −0.12 RJ | 0.0317+0.0006 −0.001  | 1.846834±0.000002        | 85.06            | 0                     | ?                 |

## Див.також
- WASP-2
- WASP-3b
- WASP-4
- СуперWASP
- Перелік екзопланет

Координати:  18г 34м 31.6249с, +35° 39′ 41.546″